# Blažena Bassová
Blažena Bassová (9. července 1888 Žižkov – 20. srpna 1971 Praha) byla česká překladatelka z němčiny.

## Životopis
Narodila se v rodině Ing. Pavla Bauše (1856–1937) prvního ředitele Elektrárny města Žižkova a Kláry Špecingrové (1860–1918). Měla tři sourozence: Milenu Spunarovou (1891–1979), Věru Hochovou (1893–1981) a Radima Bauše (1895–1978). Byla dvakrát vdaná – poprvé za profesora Otokara Fischera (v letech 1911–1922), podruhé za Ing. Hugo Basse (1883–1972), se kterým měla syna Roberta Basse (1925–1978).
Blažena Bassová překládala prózu německých autorů do češtiny.

## Dílo

### Překlady
- Nadbytek života – Ludvík Tieck; studii o autorovi opatřil Otokar Fischer. Hradec Králové: Bohdan Melichar, 1910
- Plavý Ekbert – L. Tieck; úvod František Sekanina; in: 1000 nejkrásnějších novel... č. 18. Praha: J. R. Vilímek, 1912
- Viola Tricolor – Theodor Storm; úvod F. Sekanina; in: 1000 nejkrásnějších novel... č. 31. Praha: J. R. Vilímek, 1912
- Šťastní lidé – Hermann Kesten. Praha: Spolek výtvarných umělců Mánes, 1932